# 常盤とよ子

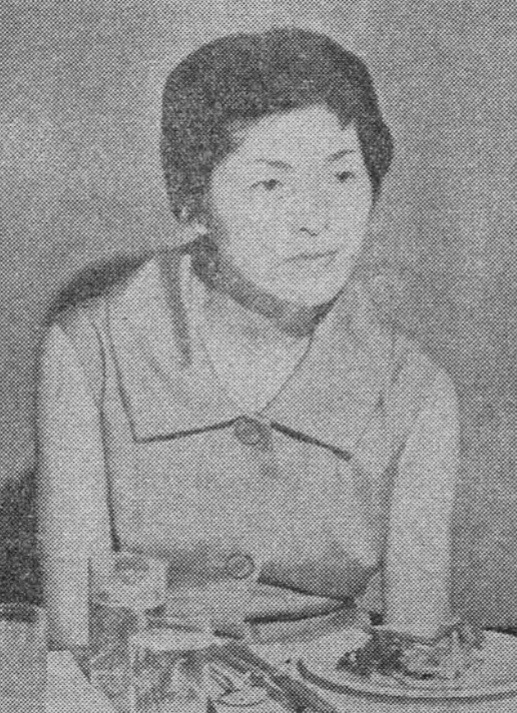
常盤とよ子（1960年）

常盤 とよ子（ときわ とよこ、刀洋子、1928年1月15日 - 2019年12月24日）は日本の写真家。横浜市出身。
日本における女性写真家の草分けの一人。横浜の赤線地帯の女性たちを女性の視点で撮った写真が注目を集めた。

## 略歴
生家は神奈川通り4丁目で酒の問屋を営んでいた。
1945年5月29日の横浜大空襲では焼け出され猛火の中を逃げる。父はこの時全身に火傷を負い、これがもとで亡くなる。
学生時代に兄やその友人が写真を趣味としており、その当時からカメラに興味を抱いていた。
神奈川高等女学校を経て「東京の都立家政」（家政学院）に入学し、1950年卒業。横浜の通信社でフリーアナウンサーとなる。
1951年、のちに夫となる写真家の奥村泰宏（おくむら たいこう、1914年 - 1995年）に出会い、あらためて写真に興味を抱く。アマチュア女性の写真愛好家団体、白百合カメラクラブに参加して写真を基礎から学ぶ。初めてのカメラは国産二眼レフのファースト・フレックスであった。兄の友人に女性の持ち味をいかすよう励まされる。常盤は1958年ごろから写真の世界にどんどんのめりこんでいく。ファースト・フレックスは1年ほどの酷使でつぶれてしまい、次にはプリモ・フレックス、約2年後には中古のキャノンと広角レンズが常盤のものになった。
常盤は、その頃の自分は「父の悲惨な死の記憶」から「進駐軍に対する反感めいた憎しみ」を意識下に抱えていたという。近くの横浜港に出かけては、米兵を撮影。やがて常盤の関心は「洋パン」と呼ばれる「外人相手の女たち」に移って行った。

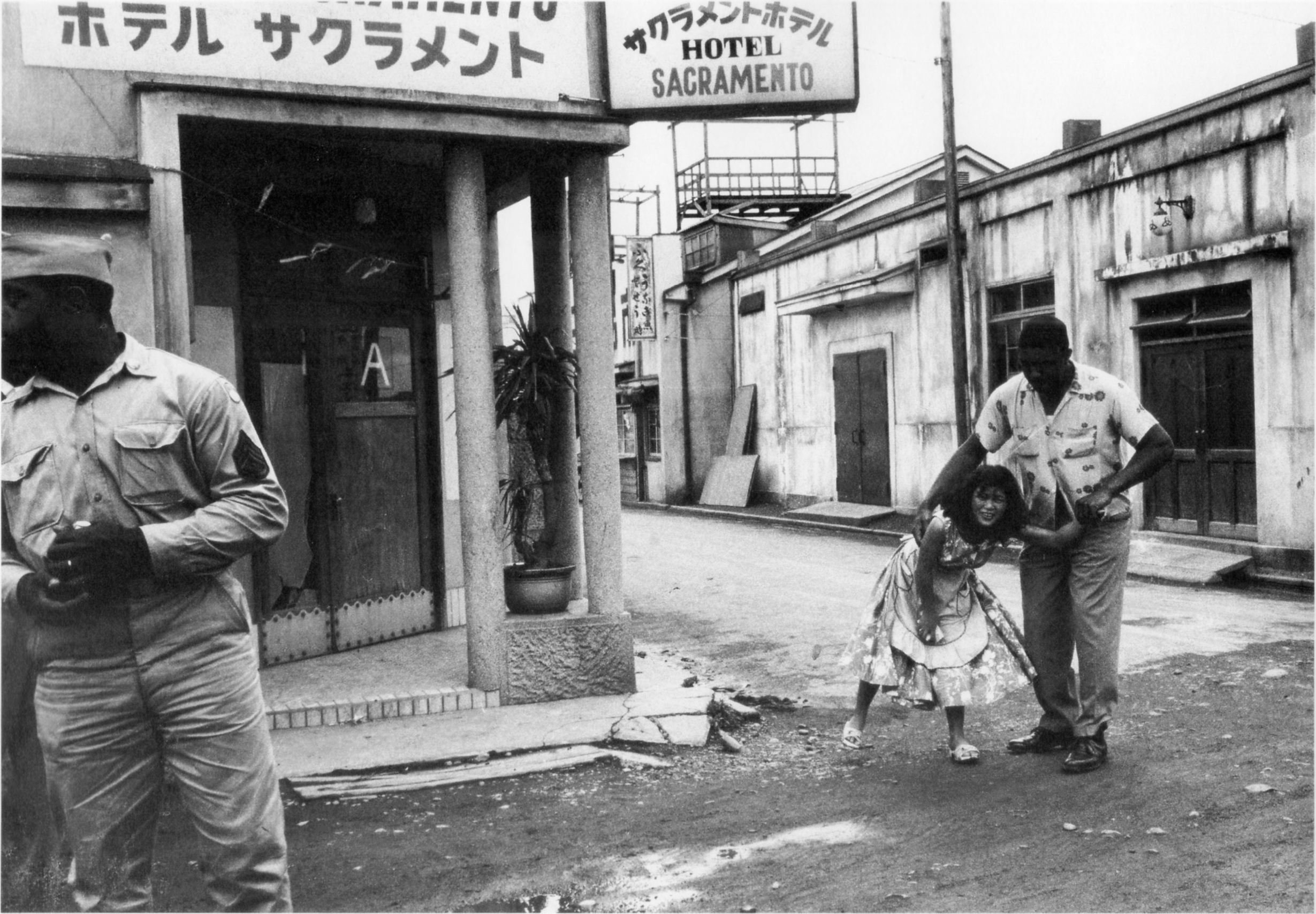
『赤線地帯の女と黒人兵』1953-1955年、常盤刀洋子撮影

当時の横浜にあった真金町遊郭地域に普段着で出かけて、そこで米兵相手の女たちの姿を風呂敷に隠したカメラで隠し撮りを始めるが、だんだん大胆にカメラを向けるようになり、何度も危険な思いをしながら撮影を続けていき、「写真を撮ってくれるお姉ちゃん」として受け入れられたりもするようになる。
女たちが検診を受けにくる病院の医師らの協力で病院や遊郭の室内での撮影も可能になっていく。常盤は「同性の側から見る彼女たち」の「ひと皮はいだ」「生地や裏側の生態」をとらえようとしていた。本牧にある老舗のチャブ屋を訪れたのも、医師の案内であった。
アマチュアのカメラクラブの中でプロを目指す常盤は孤立していく。そんな折、ちいさな写真クラブの学生たちに教えを請われて毎月の例会に通うようになり、参考資料のつもりで作品をとるうちに、女性の職業に焦点を合わせることを思い立つ。毎月テーマを決めて女の姿態を撮り続け、1956年4月10-15日、銀座の小西六フォトギャラリーで「働らく女性」をテーマに個展を開く。14種類の「働く女性」の中に含めた赤線地帯の女性たちの写真が世の注目を集める。
1956年には売春防止法が成立し、常盤は女たちの更生寮に目を向けていく。
1957年5月24-29日、写真評論家福島辰夫が企画した「十人の眼」第一回展に出品（銀座の小西六フォトギャラリー）。
1957年10月、写真エッセイ集『危険な毒花』を出版。『危険な毒花』には、常盤が写真に興味を持つようになった女学生時代から、実際にカメラを手に入れて写真を撮り始め、だんだん大胆に撮影するようになり、やがて個展を開き本を出版するに至るまでの足跡が写真とエッセイで綴られている。飯沢は「女性写真家の成長の記録」「女性が女性を見る」という「画期的な視点」が打ちだされていたと指摘する。
常盤はその後も横浜を拠点に活動を続けた。1958年には「女流写真家協会」を結成。1958年、1959年、1960年と続いて個展を開き、1962年から1965年は テレビ映画「働く女性たち」シリーズを制作。1974年にソビエト、1975年に台湾、1982年にマレーシアに取材、1985年には老人問題を取材している。1995年、奥村泰宏の後を受けて神奈川県写真作家協会会長・神奈川読売写真クラブ会長。

### 略年表
- 1956年4月、個展「働く女性」（銀座の小西六フォトギャラリー）26歳
- 1956年、日本写真作家協会会員となる。
  - 1956年（昭和31年）、売春防止法成立。
- 1957年5月24-29日、「十人の眼」展に出品（銀座の小西六フォトギャラリー）[17]。
- 1957年10月、写真エッセイ集『危険な毒花』出版
- 1958年「女流写真家協会」を結成[17]。
  - 1958年(昭和33年)、売春禁止法施行。
- 1962年 - 1965年 テレビ映画「働く女性たち」シリーズ
- 1995年 - 神奈川県写真作家協会会長・神奈川読売写真クラブ会長[19][20]。

### 作品収蔵
- 横浜美術館[21]
- 東京都写真美術館[21]
- 山口県立美術館[21]
- 横浜都市発展記念館[22]

### 著書
- エッセイ集『危険な毒花』三笠書房 1957年
- 奥村泰宏, 常盤とよ子『戦後50年 横浜再現―二人で写した敗戦ストーリー』岡井耀毅編集・構成 平凡社 1996.3（1996年03月 発行 ISBN 978-4-582-27733-3）
- 常盤とよ子「わたしの中のヨコハマ伝説1954～1956」常盤とよ子写真事務所, 2001年[23]